# ATL-1
ATL-1 (Advanced Technology of Laser 1), auch Magyar-OSCAR 106, kurz MO-106 ist ein ungarischer Amateurfunksatellit und Technologieerprobungssatellit.
Der Picosatellit basiert auf der PocketQube-Plattform dem Formfaktor 2p (50 × 50 × 100 mm). An Bord befindet sich eine von ATL Industry and Trading Ltd. entwickelte Messanordnung für das Verhalten von Spezialdämmstoffen unter Weltraumbedingungen. ATL-1 verfügt wie auch SMOG-P über einen Spektrumanalysator zur Messung der vom Menschen verursachten elektromagnetischen Verschmutzung (Elektrosmog) aus dem All. Diese Nutzlast dient der Spektrumüberwachung zur Erstellung einer globalen Karte der Frequenznutzung im Bereich des DVB-T-Bandes.
Der OSCAR-Nummern-Administrator der AMSAT – Nordamerika hat die Nummer 106 an diesen Satelliten vergeben. Der Satellit wird in der Amateurfunkgemeinschaft daher auch Magyar-OSCAR 106, kurz MO-106 genannt.

## Mission
Der Satellit wurde am 6. Dezember 2019 auf einer Electron-Trägerrakete vom Rocket Lab Launch Complex 1 in Neuseeland zusammen mit ALE 2 (Astro Live Experiences 2) und fünf anderen PocketQubes gestartet. Der Satellit verglühte am 10. Oktober 2020 in der Erdatmosphäre.

## Frequenzen
Folgende Frequenz für den Satelliten mit dem Rufzeichen HA1ATL wurde von der International Amateur Radio Union koordiniert:
- 437,150 MHz – Bake (100 mW, 12.5 kbps GMSK)

Empfangsbereich des Spektrumanalysators:
- 119 – 960 MHz bei einer Bandbreite von 1 – 850 kHz und einem Dynamikbereich von −10…−120 dBm